# Guillermo Ortega Ruiz
Guillermo Alejandro Ortega Ruiz (Ciudad de México, 15 de febrero de 1955) es un periodista mexicano. Fue titular del noticiero principal de Televisa de 1998 a 2000.

## Biografía
Hijo de Benjamín Ortega Hernández también periodista y de Guillermina Ruiz Marcos. Estudió la carrera de periodismo en la Escuela de Periodismo Carlos Septién García.

### Trayectoria
Empezó a trabajar para Televisa el 16 de junio de 1976 a la edad de 21 años, empezando como reportero en el Noticiero 24 Horas de 1976 a 1981. Participó como corresponsal en la guerra civil de El Salvador. Cubrió las visitas de Estado de presidentes de México a distintas partes del mundo, desde José López Portillo hasta Vicente Fox. Ha narrado visitas del papa, Juegos Olímpicos, campeonatos mundiales de fútbol y misiones espaciales, así como presenciado y relatado disturbios y conflictos en diversos países y cubierto campañas presidenciales. En 1994 ocurrió la trágica muerte de Rolando Medina Méndez, el asesinato de Luis Donaldo Colosio y de José Francisco Ruiz Massieu y en 1999 el de Paco Stanley.
Como conductor participó en las siguientes emisiones:
- Televisa
  - 1978: 24 Horas - Supliendo a Jacobo Zabludovsky - Canal de las Estrellas
  - 1981-1984: En Contacto Directo - Conductor y Director - Canal 5 (Televisa)
  - 1984-1985: Notivisa - Conductor y Director - Canal 5
  - 1985-1988: Hoy Mismo - Conductor - Canal 2
  - 1988-1998: Eco - Conductor - Vía Satélite a toda América y Europa
  - 1992-1998: Al Despertar - Conductor y Director - Canal 2
  - 1996-1997: Al Despertar Edición Dominical - Conductor y Director - Canal 2
  - 1997-1998: Más Al Despertar Director - Canal de las Estrellas
  - 1998-2000: El Noticiero con Guillermo Ortega - Canal de las Estrellas
  - 1999-2000: En la Radio - XEQ y W Radio

- El Financiero-Bloomberg
  - 2021-presente: "Con Ortega a las 10" - El Financiero Bloomberg

- MVS Comunicaciones
  - 2000-2003 Informativo MVS - MVS Radio

- Grupo Imagen
  - 2003-2007 Imagen Informativa - Imagen Radio
  - 2007 Tiene que ver - Cadena tres

- Grupo NTR
  - 2021-presente Informativo NTR 1° Emisión - 760 AM

Del 20 de enero de 1998 al 31 de marzo del 2000 fue conductor del noticiero nocturno del canal mexicano El Canal de las Estrellas de Televisa, titulado El noticiero con Guillermo Ortega, en sustitución de 24 horas, con Jacobo Zabludovsky.
En el 2001 se convierte en columnista y editorialista del periódico La Crónica de Hoy, fue en el 2007 que lo nombran director general del periódico.
En 2021 regresó a la televisión en su noticiario Con Ortega a las 10 a través de TV de paga El Financiero-Bloomberg.
«No se duerma» es la famosa frase por la que el periodista es reconocido.
El 1 de octubre de 2024, Guillermo Ortega Ruíz lanzó su sitio web guillermoortega.com, donde aborda noticias nacionales e internacionales, además de aportar su voz y opinión en la sección Ortega TV. 

## Obras
- Yo Corresponsal de Guerra (coautor), 1982